# Merve Boluğur
Merve Boluğur (Estambul, 16 de septiembre de 1987) es una actriz turca.

## Biografía
Estudió teatro en el Müjdat Gezen Sanat Merkezi (MSM), en Estambul. Su primer rol en televisión y papel protagónico fue en Acemi Cadı, una adaptación turca de la popular serie de ficción estadounidense, Sabrina, the Teenage Witch.
Entre los años 2010 y 2011, fue protagonista de Küçük Sırlar, la adaptación turca de la serie de televisión estadounidense Gossip Girl. Su siguiente trabajo fue en Kuzey Güney, en donde su personaje aparece por primera vez en el episodio 11.
Su último trabajo en televisión fue en Muhteşem Yüzyıl. En la última temporada interpretó a Nurbanu, una esclava que se convierte en sultana.
Actualmente, es rostro oficial en Turquía de la marca de cosméticos Maybelline New York.

## Vida privada
En 2013 comenzó una relación con Murat Dalkılıç, un destacado cantante turco de música pop. Se casaron el 24 de agosto de 2015 y terminaron en 2017.
En 2022 se casó con el músico Mert Aydın

## Filmografía

### Televisión
| Año       | Título           | Personaje        |
| --------- | ---------------- | ---------------- |
| 2006-2007 | Acemi Cadı       | Ayşegül          |
| 2007      | Aşk Yeniden      | Eylül            |
| 2009      | Kül ve Ateş      | Hayal İsfendiyar |
| 2010-2011 | Küçük Sırlar     | Ayşegül Yalçın   |
| 2011-2013 | Kuzey Güney      | Zeynep Çiçek     |
| 2013-2014 | Muhteşem Yüzyıl  | Nurbanu          |
| 2017      | İçimdeki Fırtına | Ezgi Kara        |

### Cine
| Año  | Título                    | Personaje |
| ---- | ------------------------- | --------- |
| 2006 | Keloğlan Karaprense Karşı | Birgül    |
| 2007 | Gomeda                    |           |
| 2008 | Hoşçakal Güzin            | Bahar     |